# (38597) 1999 XU200
1999 XU200 (asteroide 38597) é um asteroide troiano de Júpiter. Possui uma excentricidade de 0.12156640 e uma inclinação de 16.85137º.
Este asteroide foi descoberto no dia 12 de dezembro de 1999 por LINEAR em Socorro.